# 東京サラダボウル-国際捜査事件簿-
『東京サラダボウル-国際捜査事件簿-』（とうきょうサラダボウル こくさいそうさじけんぼ）は、黒丸による日本の漫画作品。『Palcy』（講談社・pixiv）にて、2021年6月20日から2024年2月25日まで連載された。単行本は2021年11月22日より刊行された。
2025年1月より、NHK総合にてテレビドラマが放送された。

## あらすじ
最近は日本で生活をする外国人の存在は当たり前となった一方で、外国人による事件や犯罪が多く取り上げられる今の日本。
そんな世の中では、国籍や言語、文化が違うだけで、ときには外国人に対して差別や偏見の目を向けられてしまうこともある。
しかし、「外国人」と一括りにされる彼らも「一人ひとりの人間」であり、日本にやって来た理由もそれぞれ違う。育ってきた環境や文化が彼らの今の暮らしに反映されており、そこには過酷な現実と知られざる「人生」が確かに存在している。
日本で事件に巻き込まれてしまう外国人、また事件を起こしてしまう外国人。それぞれの背景に何があるのかを知り、彼らの「人生」に正面から向き合おうとする緑髪の女性刑事・鴻田麻里。
そして、警察通訳人として外国人被疑者と警察の言葉を繋ぐ有木野了。
好みも性格も、人との接し方も全てにおいて正反対な二人であるが、ひょんなことから出会った彼らはバディとして行動を共にするようになる。
多種多様な言語や文化が共存し、まさに「サラダボウル」と化している現在の東京を舞台に、異国で生きる人々の葛藤と向き合いながら、外国人が絡むさまざまな事件の解決に奮闘する。

## 登場人物
主要人物
鴻田 麻里（こうだ まり）
警視庁東新宿署・国際捜査係の警察官。
階級は巡査部長。緑色に染めた髪とメガネがトレードマークの女性刑事。
警察官らしからぬ一際目立つヘアスタイルから、時に上司から「レタス頭」と呼ばれる。
警察という組織の固定観念に囚われることなく、独特の観察眼を武器に、外国人居住者が関わる事案の調査を行う。あまり他の警察官たちが目を向けないような小さなヤマを進んで担当するため、国際捜査係の中では「こぼれカス担当」と言われ､変わり者扱いされている。
破天荒な言動で周りを振り回す性格だが、誰よりも人情に厚く、効率や手柄を度外視してでも困っている人を迷わず手助けする。
日本人も外国人も分け隔てなく、他者への関心を強く示し、人との距離感が非常に近い。どんな相手にも心を開いて、常にストレートなコミュニケーションで相手の懐に入るため、すぐに仲良くなることができる。
しかし、相手がどんな態度でいようとお構いなく、強引に自分のペースに持っていくため、有木野からは当初疎まれていた。
未知のものに対する好奇心が非常に強く、あまり日本人が好まない異国の変わった食べ物（いわゆるゲテモノ）にも臆することなく、平気で食べる。
「自分の目で見たものこそが真実」を信条としており、事件が起きた際には被疑者や関係者のもとへ自ら出向いて、聞き取りを行う。特に外国人被疑者の取り調べをする際は、捜査内容とは別に、相手の出身国の美味しい食べ物を聞き出す場面が多く見られる。周りからは「くだらない話ばかりして、無駄な時間を費やしている」と思われがちだが、その理由は彼女曰く「彼らが生まれ育った環境や文化を聞くことで、事件に至った背景を知りたいから」。
自分の信念を貫く一方で、周囲を顧みず独自の判断で動く所があり、向こう見ずな行動を取った結果、危険な目に遭うこともしばしばある。
どんな被疑者に対しても、一人ひとりの人間として理解しようとまっすぐに向き合い、異国の地で暮らす外国人たちの不安や苦悩を肌で感じ、共に涙することもある。彼女の優しく寄り添うその姿勢は、ときに彼らの心を救う。

有木野 了（ありきの りょう）
警視庁通訳センターに所属する警察通訳人。
中国語を専門としており、事件の取り調べが行われる際に、被疑者と警察官の言葉を繋ぐ架け橋の役割を果たす。
鴻田からは「アリキーノ」と呼ばれて気に入られており、個人的に仕事の協力を頼まれるほか、たびたび食事に誘われる。
感情の起伏が乏しく、どんな状況でも表情一つ変えることなく、冷静に淡々と自分の仕事を遂行する。他人の感情に深入りすることもなく、人との距離を常に置いており、基本的に必要最低限のコミュニケーションしか取らない。
そのため、ぐいぐいと自身の領域に入り込んでくる鴻田の存在を鬱陶しく感じていたが、同じ警察関係者であり共に国際事件を担当していることから、何かと一緒に行動することが増える。
危険を顧みずに我が道を突き進む鴻田に対し、懸念を抱いていたが、仕事以外の場所で共に食事をしたり、彼女の人となりを聞いたりして、人や仕事に対する向き合い方を目の当たりにするうちに、一人の人間として彼女の良さを認めるようになる。
鴻田との出会いにより、少しずつ表情も柔らかくなり、言葉数も増え、周囲の人間とも積極的に関わろうとする姿勢を見せるようになる。
実は元々警察官として働いていたが、過去に起きた出来事により辞職している。
現在は通訳人として警察に関わっているが、時には元刑事ならではの視点を生かして、事件に対する疑問点を指摘し、解決に導く手助けをする。
15歳まで中国の大連で育ったため、中国語だけでなく、中国の社会事情にも精通している。

## 書誌情報
- 黒丸『東京サラダボウル-国際捜査事件簿-』講談社〈KCデラックス〉、全5巻
  1. 2021年11月22日発売[3][講 1]、ISBN 978-4-06-525796-8
  2. 2022年1月21日発売[講 2]、ISBN 978-4-06-526524-6
  3. 2022年6月22日発売[講 3]、ISBN 978-4-06-528200-7
  4. 2023年9月22日発売[講 4]、ISBN 978-4-06-533046-3
  5. 2024年9月23日発売[講 5]、ISBN 978-4-06-534668-6

## テレビドラマ
『東京サラダボウル』（とうきょうサラダボウル）のタイトルで、2025年1月7日から3月4日までNHK総合の「ドラマ10」枠にて放送された。主演は奈緒と松田龍平。

### キャスト

#### 主要人物
鴻田麻里
演 - 奈緒（10歳時：奈良部心紅）
東新宿署国際捜査係の警察官。
有木野了
演 - 松田龍平
警視庁通訳センターの中国語通訳人。

#### 警視庁通訳センター
今井もみじ（いまい もみじ）
演 - 武田玲奈
ベトナム語の通訳人。
黒須雄介（くろす ゆうすけ）
演 - 関口メンディー
英語通訳人。
清宮百合（きよみや ゆり）
演 - イモトアヤコ
シンハラ語通訳人かつチームの統括。
その他通訳人
演 - 加山到、中川ありさ、林幸那、きり

#### 東新宿署国際捜査係
杓野玲央（しゃくの れお）
演 - 中川大輔
巡査部長。鴻田の先輩。昇進意欲が旺盛で、本庁捜査一課の刑事になりたい。
広田カナ（ひろた カナ）
演 - ノムラフッソ（忠犬立ハチ高）
新人警察官。鴻田を先輩として尊敬している。
太良尾保（たらお たもつ）
演 - 平原テツ
係長。元マル暴。
飯山修（いいやま おさむ）
演 - 皆川猿時
統括係長。人情にアツく四字熟語が好き。
阿川博也（あがわ ひろや）
演 - 三上博史（第7話 - ）
鴻田の相棒。中国語を駆使する優秀なベテラン刑事だったが、かつて外国人に意図的に誤訳を行い、元相棒の織田を巻き込む事件が起きてしまった。
田山（たやま）
演 - 田辺歩
刑事。
その他国際捜査係刑事
演 - 大門嵩、竹井洋介、矢沢聖史、吉田正臣、こうせい

#### 周辺人物
織田覚（おだ さとる）
演 - 中村蒼
警察官。国際捜査でのある出来事をきっかけに命を絶ってしまった。有木野の最愛の人。元不良少年。
八柳隆太（やなぎ りゅうた）
演 - 阿部進之介
警視庁捜査一課の刑事。
張柏傑（ちょう ばいじぇ）
演 - 朝井大智
鴻田と有木野が通うバーのマスター。織田の幼なじみで、元不良。
シウ
演 - 絃瀬聡一
人身売買ビジネスを手がける組織の一味。取り調べを行う外国人たちから、通称「ボランティア」と呼ばれた謎の青年。
王建斌（わん じぇんびん）
演 - 張翰（第3話・第4話）
我が子を探すため中国から来日。10年間、懸命に働くうちにオーバーステイになってしまった。
沈一諾（しぇん いーうぉ）
演 - 許莉廷
中国からの留学生。友人・キャンディの失踪を機に鴻田と有木野と出会う。二人との出会いをきっかけに、通訳という仕事に興味を持つ。
キャンディ
演 - 喬湲媛（第1話）
本名：何子豪。アニメが好きで、中国からの観光客。ある夜、突然彼女の消息が絶たれてしまった。
ティエン
演 - Nguyen Truong Khang（第5話）
グエン・テー・ティエン。特定技能の資格を持って介護施設で働く。窃盗の疑いをかけられた。

#### ゲスト

##### 第1話
ヘンリー趙
演 - 小野翔平
キャンディを騙していた中国人。薬物が入った袋を所持していた。
配達員
演 - 尾形貴弘（パンサー）
鴻田が注文したサラダボウルを配達する「fooder」の配達員。
警官
演 - 菅沼翔也
新大久保駅前でベトナム人男性に在留カードの提示を迫る警官。
タクシー運転手
演 - かめや卓和
キャンディを歌舞伎町まで乗せたという。
馬おばちゃん
演 - ソンピン（第3話・第7話・最終話）
八百屋の中国人店主。
らん
演 - らんちゃん（第3話・最終話）
八百屋の従業員。
ミー
演 - DANG LE NGOC THU（最終話）
八百屋のバイトのベトナム人。

##### 第2話
大内田将（おおうちだ まさる）
演 - マギー
上麻布署国際捜査係のベテラン刑事。
リン・イーフェイとその夫
演 - 梅舟惟永、胡寧林
港区のマンションで激しい夫婦喧嘩をしていると隣家より通報があり、上麻布署に任意同行された中国人夫婦。
安藤隆吾
演 - オクイシュージ
元暴力団員。自動車窃盗団のまとめ役。
刑事
演 - 風見梨佳
上麻布署署国際捜査係刑事。
和田
演 - コウメ太夫（第6話）
鴻田とシェンが訪れた蕎麦屋の親父。
ウスマン・オコンワォ
演 - Emmanuel O
貿易会社「メタルトランス」代表のナイジェリア人。盗難車の部品を買い取って密輸しようとした容疑で検挙された。
アシャン・カクチ
演 - BANUKA
スリランカ料理店「PAULA」店員。電動自転車のバッテリーを窃盗した容疑で逮捕された。
店員
演 - Omila Shakthi、Soyza（役名：ランガ）
スリランカ料理店「PAULA」店員。ランガは自転車のバッテリーを買い取る日本人のことをアシャンに教えたという。

##### 第3話・第4話
原嶋幸次（はらしま こうじ）〈39〉
演 - 浜野謙太
1歳の息子・俊を誘拐されてしまう父親。
原嶋ユキ（はらしま ユキ）〈35〉
演 - 高陽子
幸次の妻。中国からの帰化者。
トニー
演 - 日高由起刀（第1話・第8話・最終話）
シウの仲間。
安永
演 - 楽駆
警視庁捜査一課特殊犯捜査第一係刑事。誘拐事件捜査本部のメンバー。
藤本
演 - 桜まゆみ
原嶋宅に詰める誘拐事件捜査本部刑事。
管理官
演 - 信太昌之
警視庁捜査一課管理官。
勅使河原功
演 - 佐藤貢三
警視庁捜査一課長。
黒岩
演 - 佐藤五郎
誘拐事件捜査本部・刑事。
若手刑事
演 - 青木亮真

うじいえまさと
演 - 安井順平
鴻田が万引き犯の捜査で潜入したドラッグストア「TAKI」の店長。
警官
演 - 国崎和也（ランジャタイ）
東新宿署の玄関に立つ制服警官。
客
演 - しのへけい子
ドラッグストアの客。
アリサ
演 - Razel Ichimiya
原嶋ユキがかつて働いていたラウンジ「マルモル」のフィリピン人ホステス。戸籍売買に関わっている。
ホステス
演 - ジョージアナ
アリサの同僚のフィリピン人ホステス。警察の追及が迫っていることに怯えている。
劉啸（リュウ・シャオ）
演 - 王メイ子
王建斌と行動を共にする女性。

##### 第5話
早川進（はやかわ すすむ）
演 - 黒崎煌代
ティエンの教育係。
別島道則
演 - 亀田佳明
介護施設「グリーンフラット東新宿」のベテラン介護士。
江藤三和子
演 - 佐藤真弓
「グリーンフラット東新宿」ホーム長。
松村南
演 - 竹本純平
「グリーンフラット東新宿」の入居者。
阿部真士
演 - 尾倉ケント
特定技能の外国の方をサポートする登録支援機関「明邦協同組合」の職員。
加瀬、樋口夏海、西野
演 - 中條サエ子、山﨑翠佳、木村新吾
「グリーンフラット東新宿」の介護職員。
刑事
演 - 二階堂修、黒川大聖
有木野が刑事だった頃の織田の上司と同僚。
明
演 - タコス（マリーマリー）
日本生まれのベトナム人。日本名の読みは「アキラ」でベトナム読みは「ミン」。
看護師
演 - 岩波茉鈴
ティエンが入院した病院の看護師。
警官
演 - 堀内充治、小橋川嘉人、玉寄大樹、砂名諒香
タブレット紛失騒ぎの「グリーンフラット東新宿」で事情聴取する制服警官。

##### 第6話
鴻田晴海（こうだ はるみ）
演 - 星野真里
麻里の母親。
ファン・スヒョン
演 - 水瀬紗彩耶
小学生の鴻田が出会った福岡の韓国食材店「セマウル」の娘。
スヒョンの母
演 - 智順
夫婦で「セマウル」を営む。
スヒョンの父
演 - 趙珉和
美術学校進学を目指す娘の学費捻出のために密輸を手伝ってしまい検挙される。
通り魔
演 - 吉岡睦雄（第2話）
鴻田が遭遇した8年前の代々木通り魔事件の犯人。
店主夫妻
演 - お宮の松、みょんふぁ
韓国居酒屋の店主夫妻。
近所の店主
演 - 柿沼慶典、松宮かんな
路地の掃除を手伝う和田の文句を言う。
プジャラ
演 - Krishna T
料理屋店主のネパール人。外で騒いだ客が蕎麦屋前の路地に残したゴミの掃除をする。

##### 第7話
豊角行広（とよずみ ゆきひろ）
演 - 三浦誠己（第8話・最終話）
監察官。誤訳の真相を追いかける。元少年課の警察官。
綾
演 - 遊上なばな（最終話）
織田覚の妹。
リンモンチ
演 - 李丹（第8話・最終話）
王建斌が働いていた青鳥化成の工場の従業員。「ボランティア」を知る人物。
課長
演 - 水野智則
新宿区内における連続コンビニエンスストア強盗事件の捜査指揮を執る刑事課・課長。
男性
演 - 村中龍人、大島崚雅
張のバーの開店時に訪れた織田覚の友人。

##### 第8話
伊村美鈴（いむら みすず）
演 - 安藤玉恵
弁護士。日本に暮らす外国人居住者の方たちを支える活動に貢献してきた。
リホンヘイ
演 - 水間ロン
2021年、阿川が取り調べの通訳を担当した中国人の窃盗犯。
刑事
演 - 松嶋健太
2020年、違法な風俗店を経営した容疑でリンモンチを取り調べしていた上麻布署の刑事。
金子とその連れ
演 - 田島亮、伊藤白馬
2009年、不良時代の織田覚や張柏傑らのバイク窃盗の上前を撥ねていた凶悪コンビ。
男性
演 - 才川コージ、アベラヒデノブ、今村航
不良時代の織田覚と張柏傑の仲間。

##### 最終話
男性
演 - Omega Sapien (Balming Tiger）
二階からレタスを落としてしまう馬おばちゃんの店の店員。

### スタッフ
- 原作 - 黒丸『東京サラダボウルー国際捜査事件簿―』[5]
- 脚本 - 金沢知樹[7]
- 音楽 - 王舟[63]
- メインテーマ曲 - Balming Tiger「Wash Away」[63]
- 演出 - 津田温子（NHKエンタープライズ）、川井隼人、水元泰嗣[5]
- 制作統括 - 家冨未央（NHKエンタープライズ）、磯智明（NHK）[5]
- プロデューサー - 中川聡子[5]
- 演出部 / スケジュール - 吉田望
- 演出部 - 池田千比呂
- 制作部 - 大田康一
- 編集 - 大庭弘之
- 記録 - 吉田有沙
- 美術 - 川名隆
- 美術プロデューサー - 小宮祐希
- 美術進行 - 中川允人
- 衣装 - 森勇馬
- メイク - 大脇佳子
- スタイリスト - 神田百実
- 音響デザイン - 大沼由季、平田悠介
- 技術 - 富樫吉男、中橋孝雄
- 撮影 - 相馬和典、吉原輝久
- 照明 - 市川高穂、中村航
- 音声 - 高木陽
- ECS - 佐藤望
- VFX - 山田茂人
- 考証 - 下地ローレンス吉孝[64]

### 放送日程
| 話数     | 放送日  | サブタイトル                 | 演出     |
| -------- | ------- | ---------------------------- | -------- |
| ep1      | 1月07日 | サソリと水餃子               | 津田温子 |
| ep2      | 1月14日 | 始末書とネームタグ           | 津田温子 |
| ep3      | 1月21日 | 赤ちゃんとバインミー（前編） | 川井隼人 |
| ep4      | 1月28日 | 赤ちゃんとバインミー（後編） | 川井隼人 |
| ep5      | 2月04日 | ティエンと進                 | 水元泰嗣 |
| ep6      | 2月11日 | 海と警察官                   | 津田温子 |
| ep7      | 2月18日 | 神様とバディ                 | 水元泰嗣 |
| ep8      | 2月25日 | 鳩とコインランドリー         | 川井隼人 |
| FINAL ep | 3月04日 | Love and lettuce!            | 津田温子 |

| NHK総合 ドラマ10                          | NHK総合 ドラマ10                           | NHK総合 ドラマ10                                    |
| 前番組                                    | 番組名                                     | 次番組                                              |
| ----------------------------------------- | ------------------------------------------ | --------------------------------------------------- |
| 宙わたる教室 （2024年10月8日 - 12月10日） | 東京サラダボウル （2025年1月7日 - 3月4日） | しあわせは食べて寝て待て （2025年4月1日 - 5月27日） |